# Ministerstwo Zasobów Naturalnych i Ekologii Federacji Rosyjskiej
Ministerstwo Zasobów Naturalnych i Ekologii Federacji Rosyjskiej (ros. Министерство природных ресурсов и экологии Российской Федерации, Минприроды России) – rosyjski federalny organ władzy wykonawczej w zakresie zarządzania zasobami naturalnymi, ochrony środowiska i bezpieczeństwa ekologicznego.
Utworzone Dekretem Rządu Federacji Rosyjskiej nr 404 z 29 maja 2008.

## Ministrowie resortu
- Siergiej Donskoj